# Taxa de símbols

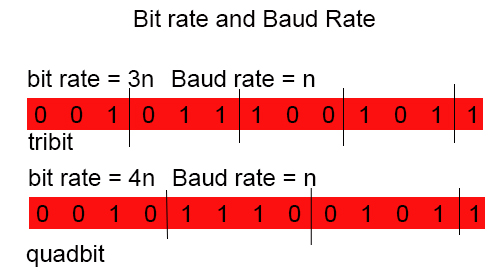
Velocitat de bits en comparació amb la velocitat de transmissió.

En un senyal modulat digitalment o un codi de línia, la velocitat de símbol, la velocitat de modulació o la velocitat en baudis és el nombre de canvis de símbol, canvis de forma d'ona o esdeveniments de senyalització a través del mitjà de transmissió per unitat de temps. La velocitat dels símbols es mesura en bauds (Bd) o símbols per segon . En el cas d'un codi de línia, la freqüència del símbol és la freqüència del pols en polsos per segon. Cada símbol pot representar o transmetre un o diversos bits de dades. La velocitat de símbol està relacionada amb la velocitat de bits bruta, expressada en bits per segon.
Un símbol es pot descriure com un pols en la transmissió de banda base digital o un to en la transmissió de banda de pas mitjançant mòdems. Un símbol és una forma d'ona, un estat o una condició significativa del canal de comunicació que persisteix durant un període determinat. Un dispositiu emissor col·loca símbols al canal a una velocitat de símbols fixa i coneguda, i el dispositiu receptor té la funció de detectar la seqüència de símbols per tal de reconstruir les dades transmeses. Pot haver-hi una correspondència directa entre un símbol i una petita unitat de dades. Per exemple, cada símbol pot codificar un o diversos dígits binaris (bits). Les dades també es poden representar mitjançant les transicions entre símbols, o fins i tot per una seqüència de molts símbols.
El temps de durada del símbol, també conegut com a interval unitari, es pot mesurar directament com el temps entre transicions mirant un diagrama d'ulls d'un oscil·loscopi. El temps de durada del símbol Ts es pot calcular com:
{\displaystyle T_{s}={1 \over f_{s}}}
on f s és la taxa de símbols.
Per exemple, una velocitat de transmissió d'1 kBd = 1.000 Bd és sinònim d'una taxa de símbols de 1.000 símbols per segon. En el cas d'un mòdem, això correspon a 1.000 tons per segon, i en el cas d'un codi de línia, això correspon a 1.000 polsos per segon. El temps de durada del símbol és 1/1.000 de segon = 1 mil·lisegon.

## Mòdems per a transmissió de passa-banda
La modulació s'utilitza en canals filtrats de banda de pas, com ara línies telefòniques, canals de ràdio i altres canals multiplexats per divisió de freqüència (FDM).
En un mètode de modulació digital proporcionat per un mòdem, cada símbol és normalment un to d'ona sinusoïdal amb una determinada freqüència, amplitud i fase. La velocitat de símbol, la velocitat en baudis, és el nombre de tons transmesos per segon.
Un símbol pot portar un o diversos bits d'informació. En els mòdems de banda de veu per a la xarxa telefònica, és habitual que un símbol contingui fins a 7 bits.
Transmetre més d'un bit per símbol o bit per pols té avantatges. Redueix el temps necessari per enviar una quantitat determinada de dades en un ample de banda limitat. Es pot aconseguir una alta eficiència espectral en (bit/s)/Hz; és a dir, una taxa de bits alta en bit/s encara que l'ample de banda en hertz pot ser baix.
La velocitat de transmissió màxima per a una banda de pas per a mètodes de modulació comuns com ara QAM, PSK i OFDM és aproximadament igual a l'ample de banda de la banda de pas.
Exemples de mòdems de banda de veu:
- Un mòdem V.22bis transmet 2400 bit/s utilitzant 1200 Bd (1200 símbol/s), on cada símbol de modulació d'amplitud en quadratura porta dos bits d'informació. El mòdem pot generar M =2 2 =4 símbols diferents. Requereix un ample de banda de 1200 Hz (igual a la velocitat de transmissió). La freqüència de la portadora és 1800 Hz, el que significa que la freqüència de tall inferior és 1.800 − 1.200/2 = 1.200 Hz i la freqüència de tall superior és 1.800 + 1.200/2 = 2.400 Hz.
- Un mòdem V.34 pot transmetre símbols a una velocitat de baudios de 3.420 Bd, i cada símbol pot transportar fins a deu bits, donant lloc a una velocitat de bits bruta de 3.420 × 10 = 34.200 bit/s. Tanmateix, es diu que el mòdem funciona a una velocitat de bits neta de 33.800 bit/s, excloent la sobrecàrrega de la capa física.